# Vomitory
Vomitory — шведский дэт-метал-коллектив, сформированный в 1989 году гитаристом Урбаном Густафссоном и басистом Ронни Олсоном. В репертуаре группы насчитывается 8 альбомов, все которые были изданы лейблом Metal Blade Records. После распада в 2013 году и временного воссоединения для одного выступления в 2017, коллектив официально воссоединился в 2018 году.

## История
Коллектив сформировался в 1989 году и изначально состоял из трёх участников: Урбана и Тонни Густафссонов (последний — барабанщик), и Ронни Олсона. Позже к ним присоединился Бенгт Санд на бас-гитаре, а Олсон взялся за вокал. Также в 1991 году к ним присоединился Ульф Далегрен в качестве гитариста. Позже коллектив выпустит демо-запись и свой дебютный сингл, который будет издан лейблом Witchhunt Records.
В 1993 году Томас Бергквист заменил Санда на басу, а спустя год группа издала своё второе демо. Позже коллектив заключил контракт с нидерландским лейблом Fadeless Records, который издал их дебютный полноформатный альбом — Raped in Their Own Blood.
Вокалистка Юсси Линна и басист Эрик Рундквист заняли места Олсона и Бергквиста соответственно перед записью второго альбома группы Redemption, который был издан лейблом Pavement. Это был их первый альбом, выпущенный в США.
Позже коллектив начнёт сотрудничать с Metal Blade Records, который издаст их следующие два альбома — Revelation Nausea (2001) и Blood Rapture (2002). Позже в 2004 году будет издан Primal Massacre, а через год Питер Эстланд заменит Далегрена на гитаре.
Затем группа выпустит ещё три альбома — Terrorize Brutalize Sodomize (2007), Carnage Euphoria (2009) и Opus Mortis VIII (2011).
В феврале 2013 года коллектив объявил, что распадётся в конце этого года.
После распада Vomitory Эрик Рундквист и Тобиас Густафссон сформировали Cut Up.
В 2017 году коллектив воссоединился, чтобы дать «один концерт в честь старого друга», а уже 2 апреля следующего года группа объявила о своём окончательном воссоединении.

## Состав
Текущий
- Урбан Густафссон – электрогитара (1989–2013, 2017, 2018–н. в.)
- Тобиас Густафссон – ударные (1989–2013, 2017, 2018–н. в.)
- Эрик Рундквист – бас-гитара, вокал (1999–2013, 2017, 2018–н. в.)
- Питер Эстланд – электрогитара (2005–2013, 2017, 2018–н. в.)

Бывшие участники
- Бенгт Санд – бас-гитара (1990–1993)
- Томас Бергквист – бас-гитара (1993–1996)
- Ронни Олсон – бас-гитара, вокал (1989–1996)
- Юсси Линна – вокал (1996–1999)
- Ульф Далегрен – электрогитара (1991–2005)

Концертные участники
- Дэнни Тункер – электрогитара (2012)

## Дискография
Альбомы
- Raped in Their Own Blood (1996)
- Redemption (1999)
- Anniversary Picture Disc (1999)
- Revelation Nausea (2000)
- Blood Rapture (2002)
- Primal Massacre (2004)
- Terrorize Brutalize Sodomize (2007)
- Carnage Euphoria (2009)
- Opus Mortis VIII (2011)
- All Heads Are Gonna Roll (2023)

Демозаписи и прочее
- Vomitory Demo (1992)
- Promo (1993)
- Moribund 7" (1993)
- Through Sepulchral Shadows (1994)
- Anniversary Picture Disc (1999)